# Vaccinium filiforme
Vaccinium filiforme är en ljungväxtart som först beskrevs av J. J. Smith, och fick sitt nu gällande namn av Herman Otto Sleumer. Vaccinium filiforme ingår i Blåbärssläktet, och familjen ljungväxter. Inga underarter finns listade i Catalogue of Life.